# Oxalis stictocheila
Oxalis stictocheila är en harsyreväxtart som beskrevs av Salter. Oxalis stictocheila ingår i släktet oxalisar, och familjen harsyreväxter. Inga underarter finns listade i Catalogue of Life.